# Condica cupentia
Condica cupentia är en fjärilsart som beskrevs av Pieter Cramer 1779. Condica cupentia ingår i släktet Condica och familjen nattflyn, Noctuidae. Inga underarter finns listade i Catalogue of Life.